# Ария

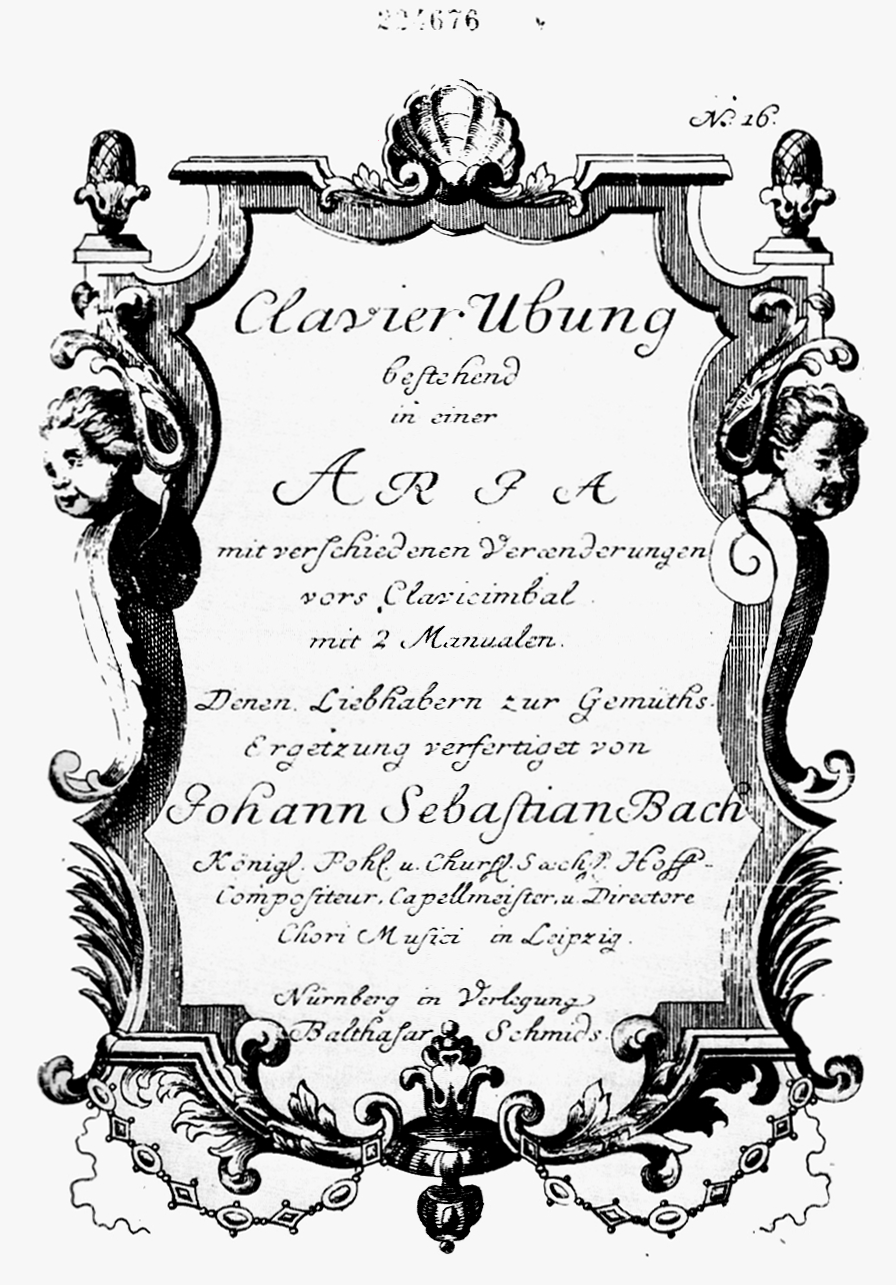
Титульный лист Вариаций Гольдберга (первое издание, 1741 г.)

А́рия (итал. aria — воздух) — вокальное произведение для одного голоса с аккомпанементом, соответствующее драматическому монологу:70, обычно в составе оперы, оперетты, оратории или кантаты. Под арией может также подразумеваться музыкально-инструментальная пьеса певучего характера.
Ария отличается широкой распевностью, иногда сложным, виртуозным характером. Часто арии предшествует речитатив. Разновидностью арии является арие́тта. Основная роль арии — статическая, это выражение какого-либо чувства, обращение к кому и чему-либо, размышление или описание. В драматических произведениях ария чаще всего приводит к известной задержке действия в пользу «динамики состояний» и более подробного развития лирических моментов:284-285.
Как правило, ария ясно отделена от окружающей музыки и представляет собой вполне оформленный и замкнутый музыкальный организм, зачастую созданный таким образом, чтобы его можно было исполнять отдельно, например, в концертном варианте. Продолжительность арии более или менее значительна, хотя никаких определённых установлений в этом отношении нет:285.

## История
В своем историческом развитии ария как оперная форма прошла различные стадии. Для итальянской оперы-сериа характерно деление арий в зависимости от чувств, которые они выражали: арии мести, арии жалобы («ламенто»), любовные, героические. Ария в опере-сериа, как правило, имела трёхчастную форму, когда третья часть полностью повторяла первую (ария «да-капо», от итал. da capo — снова). Встречаются двухчастные арии, в которых через контраст медленной первой части и быстрой второй части раскрываются переживания персонажа. Выделяют также арию-рассказ и арию-монолог.

## Разновидности арий
Существует термин обозначающий небольшую по объему арию — ариозо. В ариозо характерна свободная композиция как правило, это монолог одного из персонажей. С ним связывают два других термина. В кабалетте отличием является героический характер мелодии и слов, а в каватине — преобладает романтическая певучая интонация. Соединение одного или нескольких речитативов с арией называется сценой:70.
Ария может состоять из двух частей: первая в медленном темпе, вторая — в более подвижном. Традиционно арии создавались как самые популярные и доходчивые номера в опере, чаще всего в форме песни или рондо; реже — в форме сонатного аллегро без разработки:70.